# Якопо Фаццині
Якопо Фаццині (італ. Jacopo Fazzini; нар. 16 березня 2003, Масса, Італія) — італійський футболіст, півзахисник клубу «Емполі».

## Ігрова кар'єра

### Клубна
У 2017 році Якопо Фаццині приєднався до клубу «Емполі», де почав грати за молодіжні команди клубу. 19 січня 2022 року у Кубковому матчі проти  «Інтера» футболіст дебютував в першій клубній команді.
В чемпіонаті Італії свою першу гру Фаццині провів 14 серпня 2022 року, коли вийшов на заміну в кінці матчу проти «Спеції».

### Збірна
З 2019 року Фаццині виступає на міднародному рівні. У вересні 2023 року півзахисник дебютував у складі молодіжної збірної Італії.